# لیگ قهرمانان اروپا ۹۹–۱۹۹۸
لیگ قهرمانان اروپا ۹۹–۱۹۹۸  چهل و چهارمین دوره از مسابقات فوتبال باشگاه‌های برتر اروپا و هفتمین دورهٔ لیگ قهرمانان اروپا از زمان تغییر نام رقابت‌ها در سال ۱۹۹۲ بود. در فینال این رقابت‌ها، تیم منچستر یونایتد موفق شد با یک بازگشت رؤیایی در آخرین دقایق بازی، باخت ۰–۱ در مقابل بایرن مونیخ را با برد ۲–۱ عوض کند و عنوان قهرمانی این رقابت‌ها را کسب کند؛ این نخستین قهرمانی یک تیم انگلیسی در این رقابت‌ها از سال ۱۹۸۴ بود؛ این همچنین نخستین حضور یک تیم از انگلستان در فینال این رقابت‌ها پس از فاجعه ورزشگاه هیسل بود که منجر به ۵ سال محرومیت باشگاه‌های انگلیسی از حضور در تمامی رقابت‌های اروپایی بین سال‌های ۱۹۸۵ تا ۱۹۹۰ شده بود. این دومین عنوان قهرمانی منچستر یونایتد در این رقابت‌ها بود؛ آن‌ها نخستین بار در سال ۱۹۶۸ قهرمان این رقابت‌ها شده بودند.
منچستر یونایتد با این عنوان قهرمانی، موفق به کسب سه‌گانه شد؛ آن‌ها چهارمین باشگاهی در اروپا بودند که موفق به کسب سه‌گانه می‌شدند. شیاطین سرخ، بدون شکست در هیچ دیداری، توانستند عنوان قهرمانی لیگ قهرمانان اروپا را کسب کنند؛ این در حالی بود که آن‌ها در دور گروهی با تیم‌هایی از جمله بایرن مونیخ و بارسلونا هم‌گروه بودند و در مرحلهٔ حذفی هم با دو تیم قدرتمند فوتبال ایتالیا دیدار کرده‌بودند؛ با این حال، یونایتد در مجموع فقط با ۵ پیروزی قهرمان شد؛ این کم‌ترین تعداد برد ثبت‌شده توسط تیم قهرمان در تاریخ لیگ قهرمانان اروپا است؛ هر چند که امروزه، این رقابت‌ها یک مرحلهٔ حذفی اضافه بیشتر (شامل دو بازی) نسبت به آن زمان دارد.
این نخستین بار بود که لیگ قهرمانان توسط تیمی فتح می‌شد که فصل قبل نتوانسته بود عنوان قهرمانی لیگ داخلی یا لیگ قهرمانان را کسب کند؛ بنابراین طبق قوانین قدیمی نمی‌توانست مجوز ورود به این رقابت‌ها را کسب کند؛ اما از سال ۱۹۹۷، تیم‌های نایب‌قهرمان هشت لیگ نیز توانستند مجوز حضور در این رقابت‌ها را کسب کنند.
تیم رئال مادرید، مدافع عنوان قهرمانی، با شکست مقابل دینامو کی‌یف در مرحلهٔ یک‌چهارم نهایی، از دور رقابت‌ها کنار رفت.

### تیم‌ها
| Group stage                                                | Group stage                                                     | Group stage                                                | Group stage                                             |
| ---------------------------------------------------------- | --------------------------------------------------------------- | ---------------------------------------------------------- | ------------------------------------------------------- |
| باشگاه فوتبال رئال مادرید لیگ قهرمانان اروپا ۹۸–۱۹۹۷ (4th) | باشگاه فوتبال کایزرسلاوترن (1st)                                | باشگاه فوتبال لانس (1st)                                   | باشگاه فوتبال آرسنال (لیگ برتر فوتبال انگلستان ۹۸–۱۹۹۷) |
| باشگاه فوتبال یوونتوس (1st)                                | باشگاه فوتبال بارسلونا (1st)                                    | باشگاه فوتبال آژاکس آمستردام (1st)                         | باشگاه فوتبال پورتو (1st)                               |
| Second qualifying round                                    |                                                                 |                                                            |                                                         |
| باشگاه فوتبال اینتر میلان (2nd)                            | باشگاه ورزشی پی‌اس‌وی آیندهوون (2nd)                              | باشگاه فوتبال پاناتینایکوس (2nd)                           | باشگاه فوتبال اسپارتاک مسکو (1st)                       |
| باشگاه فوتبال بایرن مونیخ (2nd)                            | باشگاه فوتبال منچستر یونایتد (لیگ برتر فوتبال انگلستان ۹۸–۱۹۹۷) | باشگاه فوتبال اسپارتا پراگ (1st)                           | باشگاه فوتبال دینامو زاگرب (1st)                        |
| باشگاه فوتبال اتلتیک بیلبائو (2nd)                         | باشگاه ورزشی بنفیکا (2nd)                                       | باشگاه فوتبال روزنبورگ (1st)                               | باشگاه فوتبال گالاتاسرای (1st)                          |
| باشگاه فوتبال متس (2nd)                                    | باشگاه فوتبال المپیاکوس (1st)                                   | باشگاه فوتبال اشتورم گراتس (1st)                           | باشگاه فوتبال بروندبی (1st)                             |
| First qualifying round                                     |                                                                 |                                                            |                                                         |
| باشگاه فوتبال گراس‌هاپر زوریخ (1st)                         | باشگاه فوتبال دینامو تفلیس (1st)                                | باشگاه فوتبال اسکونتو (1st)                                | باشگاه فوتبال کلیفتون‌ویل (1st)                          |
| باشگاه فوتبال دینامو کی‌یف (1st)                            | باشگاه فوتبال آنورتوسیس فاماگوستا (1st)                         | باشگاه فوتبال لیتکس لووچ (1st)                             | باشگاه فوتبال والتا (1st)                               |
| ŁKS Łódź (1st)                                             | باشگاه فوتبال سلتیک (1st)                                       | Sileks (1st)                                               | Barry Town (1st)                                        |
| باشگاه فوتبال اوی‌پشت (1st)                                 | باشگاه فوتبال بیتار اورشلیم (1st)                               | Kareda Šiauliai (1st)                                      | باشگاه فوتبال سنت پاتریک اتلتیک (1st)                   |
| باشگاه فوتبال کلوب بروژ (1st)                              | باشگاه فوتبال ماریبور (1st)                                     | Obilić (1st)                                               | باشگاه فوتبال توشهاون (1st)                             |
| Košice (1st)                                               | باشگاه فوتبال دینامو مینسک (1st)                                | باشگاه فوتبال زیمبرو کیشیناو (1st)                         | باشگاه فوتبال ولازنیا اشکودر (1st)                      |
| باشگاه فوتبال استوا بخارست (1st)                           | باشگاه ورزشی وستمانایا (1st)                                    | باشگاه فوتبال فلورا تالین (لیگ برتر فوتبال استونی ۹۸-۱۹۹۷) | Jeunesse Esch (1st)                                     |
| باشگاه فوتبال هالمستاد (1st)                               | باشگاه فوتبال هلسینکی (1st)                                     | باشگاه فوتبال ایروان (لیگ برتر فوتبال ارمنستان ۱۹۹۷)       | باشگاه فوتبال کپز (1st)                                 |

## دورهای انتخابی

### دور انتخابی نخست
| تیم ۱                        | نتیجه‌نهایی | تیم ۲                             | بازی رفت | بازی برگشت |
| ---------------------------- | ---------- | --------------------------------- | -------- | ---------- |
| Sileks                       | 1–2        | باشگاه فوتبال کلوب بروژ           | 0–0      | 1–2        |
| ŁKS Łódź                     | 7–2        | باشگاه فوتبال کپز                 | 4–1      | 3–1        |
| باشگاه فوتبال لیتکس لووچ     | 3–2        | باشگاه فوتبال هالمستاد            | 2–0      | 1–2        |
| باشگاه فوتبال گراس‌هاپر زوریخ | 8–0        | Jeunesse Esch                     | 6–0      | 2–0        |
| باشگاه فوتبال سلتیک          | 2–0        | باشگاه فوتبال سنت پاتریک اتلتیک   | 0–0      | 2–0        |
| Kareda Šiauliai              | 0–4        | باشگاه فوتبال ماریبور             | 0–3      | 0–1        |
| باشگاه فوتبال دینامو کی‌یف    | 10–1       | Barry Town                        | 8–0      | 2–1        |
| باشگاه فوتبال کلیفتون‌ویل     | 1–13       | Košice                            | 1–5      | 0–8        |
| باشگاه فوتبال اسکونتو        | 2–1        | باشگاه فوتبال دینامو مینسک        | 0–0      | 2–1        |
| باشگاه فوتبال والتا          | 0–8        | باشگاه فوتبال آنورتوسیس فاماگوستا | 0–2      | 0–6        |
| باشگاه فوتبال بیتار اورشلیم  | 5–1        | باشگاه فوتبال توشهاون             | 4–1      | 1–0        |
| باشگاه فوتبال دینامو تفلیس   | 4–3        | باشگاه فوتبال ولازنیا اشکودر      | 3–0 1    | 1–3        |
| باشگاه فوتبال هلسینکی        | 5–0        | باشگاه فوتبال ایروان              | 2–0      | 3–0        |
| Obilić                       | 4–1        | ÍBV                               | 2–0      | 2–1        |
| باشگاه فوتبال زیمبرو کیشیناو | 2–3        | باشگاه فوتبال اوی‌پشت              | 1–0      | 1–3        |
| باشگاه فوتبال استوا بخارست   | 5–4        | باشگاه فوتبال فلورا تالین         | 4–1      | 1–3        |

### دور انتخابی دوم
Losing teams qualified for the first round of the 1998–99 UEFA Cup.
| تیم ۱                        | نتیجه‌نهایی                      | تیم ۲                             | بازی رفت | بازی برگشت      |
| ---------------------------- | ------------------------------- | --------------------------------- | -------- | --------------- |
| باشگاه فوتبال روزنبورگ       | 4–4 (قانون گل زده در خانه حریف) | باشگاه فوتبال کلوب بروژ           | 2–0      | 2–4             |
| باشگاه فوتبال منچستر یونایتد | 2–0                             | ŁKS Łódź                          | 2–0      | 0–0             |
| باشگاه فوتبال لیتکس لووچ     | 2–11                            | باشگاه فوتبال اسپارتاک مسکو       | 0–51     | 2–6             |
| باشگاه فوتبال گالاتاسرای     | 5–3                             | باشگاه فوتبال گراس‌هاپر زوریخ      | 2–1      | 3–2             |
| باشگاه فوتبال سلتیک          | 1–3                             | باشگاه فوتبال دینامو زاگرب        | 1–0      | 0–3             |
| باشگاه فوتبال ماریبور        | 3–5                             | باشگاه ورزشی پی‌اس‌وی آیندهوون      | 2–1      | 1–4 (وقت اضافه) |
| باشگاه فوتبال دینامو کی‌یف    | 1–1 (3–1 پ)                     | باشگاه فوتبال اسپارتا پراگ        | 0–1      | 1–0 (وقت اضافه) |
| Košice                       | 1–2                             | باشگاه فوتبال بروندبی             | 0–2      | 1–0             |
| باشگاه فوتبال اینتر میلان    | 7–1                             | باشگاه فوتبال اسکونتو             | 4–0      | 3–1             |
| باشگاه فوتبال المپیاکوس      | 6–3                             | باشگاه فوتبال آنورتوسیس فاماگوستا | 2–1      | 4–2             |
| باشگاه ورزشی بنفیکا          | 8–4                             | باشگاه فوتبال بیتار اورشلیم       | 6–0      | 2–4             |
| باشگاه فوتبال دینامو تفلیس   | 2–2 (قانون گل زده در خانه حریف) | باشگاه فوتبال اتلتیک بیلبائو      | 2–1      | 0–1             |
| باشگاه فوتبال هلسینکی        | 2–1                             | باشگاه فوتبال متس                 | 1–0      | 1–1             |
| باشگاه فوتبال بایرن مونیخ    | 5–1                             | Obilić                            | 4–0      | 1–12            |
| باشگاه فوتبال اشتورم گراتس   | 7–2                             | باشگاه فوتبال اوی‌پشت              | 4–0      | 3–2             |
| باشگاه فوتبال استوا بخارست   | 5–8                             | باشگاه فوتبال پاناتینایکوس        | 2–2      | 3–6             |

Note: Winning teams of the first qualifying round were drawn against teams qualified directly for the second qualifying round (16 and 16 teams).
1. ^ This match was played at Naftex's Neftochimik Stadium in بورگاس because باشگاه فوتبال لیتکس لووچ's Lovech Stadium in لووچ did not meet UEFA standards.
2. ^ This match was played at FK Partizan's Partizan Stadium in بلگراد because FK Obilić's Miloš Obilić Stadium in Belgrade did not meet UEFA standards.

## مرحلهٔ گروهی
در این مرحله، ۲۴ تیم در قالب ۶ گروه حاضر شدند؛ شش تیم صدرنشین گروه‌ها به همراه دو تیم برتری که در جایگاه دوم قرار گرفتند، هشت تیم نهایی مرحلهٔ حذفی را تشکیل دادند.

### گروه A
| تیم          | بازی | برد | تساوی | باخت | گل زده | گل خورده | تفاضل گل | امتیاز | راه‌یابی            |
| ------------ | ---- | --- | ----- | ---- | ------ | -------- | -------- | ------ | ------------------ |
| المپیاکوس    | ۶    | ۳   | ۲     | ۱    | ۸      | ۶        | +۲       | ۱۱     | صعود به مرحلهٔ حذفی |
| دینامو زاگرب | ۶    | ۲   | ۲     | ۲    | ۵      | ۷        | –۲       | ۸      | –                  |
| پورتو        | ۶    | ۲   | ۱     | ۳    | ۱۱     | ۹        | +۲       | ۷      | –                  |
| آژاکس        | ۶    | ۲   | ۱     | ۳    | ۴      | ۶        | −۲       | ۷      | –                  |

|              | المپیاکوس | دینامو زاگرب | پورتو | آژاکس |
| ------------ | --------- | ------------ | ----- | ----- |
| المپیاکوس    | –         | ۲–۰          | ۲–۱   | ۱–۰   |
| دینامو زاگرب | ۱–۱       | –            | ۳–۱   | ۰–۰   |
| پورتو        | ۲–۲       | ۳–۰          | –     | ۳–۰   |
| آژاکس        | ۲–۰       | ۰–۱          | ۲–۱   | –     |

### گروه B
| تیم            | بازی | برد | تساوی | باخت | گل زده | گل خورده | تفاضل گل | امتیاز | راه‌یابی            |
| -------------- | ---- | --- | ----- | ---- | ------ | -------- | -------- | ------ | ------------------ |
| یوونتوس        | ۶    | ۱   | ۵     | ۰    | ۷      | ۵        | +۲       | ۸      | صعود به مرحلهٔ حذفی |
| گالاتاسرای     | ۶    | ۲   | ۲     | ۲    | ۸      | ۸        | ۰        | ۸      | –                  |
| روزنبورگ       | ۶    | ۲   | ۲     | ۲    | ۷      | ۸        | –۱       | ۸      | –                  |
| اتلتیک بیلبائو | ۶    | ۱   | ۳     | ۲    | ۵      | ۶        | −۱       | ۶      | –                  |

|                | یوونتوس | گالاتاسرای | روزنبورگ | اتلتیک بیلبائو |
| -------------- | ------- | ---------- | -------- | -------------- |
| یوونتوس        | –       | ۲–۲        | ۲–۰      | ۱–۱            |
| گالاتاسرای     | ۱–۱     | –          | ۳–۰      | ۲–۱            |
| روزنبورگ       | ۱–۱     | ۳–۰        | –        | ۲–۱            |
| اتلتیک بیلبائو | ۰–۰     | ۱–۰        | ۱–۱      | –              |

### گروه C
| تیم           | بازی | برد | تساوی | باخت | گل زده | گل خورده | تفاضل گل | امتیاز | راه‌یابی            |
| ------------- | ---- | --- | ----- | ---- | ------ | -------- | -------- | ------ | ------------------ |
| اینتر میلان   | ۶    | ۴   | ۱     | ۱    | ۹      | ۵        | +۴       | ۱۳     | صعود به مرحلهٔ حذفی |
| رئال مادرید   | ۶    | ۴   | ۰     | ۲    | ۱۷     | ۸        | +۹       | ۱۲     | صعود به مرحلهٔ حذفی |
| اسپارتاک مسکو | ۶    | ۲   | ۲     | ۲    | ۷      | ۶        | +۱       | ۸      | –                  |
| اشتورم گراتس  | ۶    | ۰   | ۱     | ۵    | ۲      | ۱۶       | −۱۴      | ۱      | –                  |

|               | اینتر میلان | رئال مادرید | اسپارتاک مسکو | اشتورم گراتس |
| ------------- | ----------- | ----------- | ------------- | ------------ |
| اینتر میلان   | –           | ۳–۱         | ۲–۱           | ۱–۰          |
| رئال مادرید   | ۲–۰         | –           | ۲–۱           | ۶–۱          |
| اسپارتاک مسکو | ۱–۱         | ۲–۱         | –             | ۰–۰          |
| اشتورم گراتس  | ۰–۲         | ۱–۵         | ۰–۲           | –            |

### گروه D
| تیم            | بازی | برد | تساوی | باخت | گل زده | گل خورده | تفاضل گل | امتیاز | راه‌یابی            |
| -------------- | ---- | --- | ----- | ---- | ------ | -------- | -------- | ------ | ------------------ |
| بایرن مونیخ    | ۶    | ۳   | ۲     | ۱    | ۹      | ۶        | +۳       | ۱۱     | صعود به مرحلهٔ حذفی |
| منچستر یونایتد | ۶    | ۲   | ۴     | ۰    | ۲۰     | ۱۱       | +۹       | ۱۰     | صعود به مرحلهٔ حذفی |
| بارسلونا       | ۶    | ۲   | ۲     | ۲    | ۱۱     | ۹        | +۲       | ۸      | –                  |
| بروندبی        | ۶    | ۱   | ۰     | ۵    | ۴      | ۱۸       | −۱۴      | ۳      | –                  |

|                | بایرن مونیخ | منچستر یونایتد | بارسلونا | بروندبی |
| -------------- | ----------- | -------------- | -------- | ------- |
| بایرن مونیخ    | –           | ۲–۲            | ۱–۰      | ۲–۰     |
| منچستر یونایتد | ۱–۱         | –              | ۳–۳      | ۵–۰     |
| بارسلونا       | ۱–۲         | ۳–۳            | –        | ۲–۰     |
| بروندبی        | ۲–۱         | ۲–۶            | ۰–۲      | –       |

### گروه E
| تیم          | بازی | برد | تساوی | باخت | گل زده | گل خورده | تفاضل گل | امتیاز | راه‌یابی            |
| ------------ | ---- | --- | ----- | ---- | ------ | -------- | -------- | ------ | ------------------ |
| دینامو کی‌یف  | ۶    | ۳   | ۲     | ۱    | ۱۱     | ۷        | +۴       | ۱۱     | صعود به مرحلهٔ حذفی |
| لانس         | ۶    | ۲   | ۲     | ۲    | ۵      | ۶        | –۱       | ۸      | –                  |
| آرسنال       | ۶    | ۲   | ۲     | ۲    | ۸      | ۸        | ۰        | ۸      | –                  |
| پاناتینایکوس | ۶    | ۲   | ۰     | ۴    | ۶      | ۹        | −۳       | ۶      | –                  |

|              | دینامو کی‌یف | لانس | آرسنال | پاناتینایکوس |
| ------------ | ----------- | ---- | ------ | ------------ |
| دینامو کی‌یف  | –           | ۱–۱  | ۳–۱    | ۲–۱          |
| لانس         | ۱–۳         | –    | ۱–۱    | ۱–۰          |
| آرسنال       | ۱–۱         | ۰–۱  | –      | ۲–۱          |
| پاناتینایکوس | ۲–۱         | ۱–۰  | ۱–۳    | –            |

### گروه F
| تیم             | بازی | برد | تساوی | باخت | گل زده | گل خورده | تفاضل گل | امتیاز | راه‌یابی            |
| --------------- | ---- | --- | ----- | ---- | ------ | -------- | -------- | ------ | ------------------ |
| کایزرسلاوترن    | ۶    | ۴   | ۱     | ۱    | ۱۲     | ۶        | +۶       | ۱۳     | صعود به مرحلهٔ حذفی |
| بنفیکا          | ۶    | ۲   | ۲     | ۲    | ۸      | ۹        | –۱       | ۸      | –                  |
| پی‌اس‌وی آیندهوون | ۶    | ۲   | ۱     | ۳    | ۱۰     | ۱۱       | –۱       | ۷      | –                  |
| هلسینکی         | ۶    | ۱   | ۲     | ۳    | ۸      | ۱۲       | −۴       | ۵      | –                  |

|                 | کایزرسلاوترن | بنفیکا | پی‌اس‌وی آیندهوون | هلسینکی |
| --------------- | ------------ | ------ | --------------- | ------- |
| کایزرسلاوترن    | –            | ۱–۰    | ۳–۱             | ۵–۲     |
| بنفیکا          | ۲–۱          | –      | ۲–۱             | ۲–۲     |
| پی‌اس‌وی آیندهوون | ۱–۲          | ۲–۲    | –               | ۲–۱     |
| هلسینکی         | ۰–۰          | ۲–۰    | ۱–۳             | –       |

## مرحلهٔ حذفی
تمامی بازی‌های این مرحله به جز بازی فینال به صورت رفت و برگشت انجام شد. اگر مجموع نتایج رفت و برگشت مساوی شد، قانون گل زده در خانه حریف به کار گرفته می‌شود.
|  | یک‌چهارم نهایی  | یک‌چهارم نهایی | یک‌چهارم نهایی | یک‌چهارم نهایی |   |                | نیمه‌نهایی | نیمه‌نهایی | نیمه‌نهایی | نیمه‌نهایی |  |  | فینال          | فینال |
|  |                |               |               |               |   |                |           |           |           |           |  |  |                |       |
|  | منچستر یونایتد | ۲             | ۱             | ۳             |   |                |           |           |           |           |  |  |                |       |
|  | اینتر میلان    | ۰             | ۱             | ۱             |   |                |           |           |           |           |  |  |                |       |
|  | اینتر میلان    | ۰             | ۱             | ۱             |   | منچستر یونایتد | ۱         | ۳         | ۴         |           |  |  |                |       |
|  |                |               |               |               |   | منچستر یونایتد | ۱         | ۳         | ۴         |           |  |  |                |       |
|  |                | یوونتوس       | ۱             | ۲             | ۳ |                |           |           |           |           |  |  |                |       |
|  | یوونتوس        | یوونتوس       | ۱             | ۲             | ۳ | ۲              | ۱         | ۳         |           |           |  |  |                |       |
|  | یوونتوس        |               |               |               |   | ۲              | ۱         | ۳         |           |           |  |  |                |       |
|  | المپیاکوس      | ۱             | ۱             | ۲             |   |                |           |           |           |           |  |  |                |       |
|  |                |               |               |               |   |                |           |           |           |           |  |  | منچستر یونایتد | ۲     |
|  |                |               | بایرن مونیخ   | ۱             |   |                |           |           |           |           |  |  |                |       |
|  | رئال مادرید    | ۱             | ۰             | ۱             |   |                |           |           |           |           |  |  |                |       |
|  | دینامو کی‌یف    | ۱             | ۲             | ۳             |   |                |           |           |           |           |  |  |                |       |
|  | دینامو کی‌یف    | ۱             | ۲             | ۳             |   | دینامو کی‌یف    | ۳         | ۰         | ۳         |           |  |  |                |       |
|  |                |               |               |               |   | دینامو کی‌یف    | ۳         | ۰         | ۳         |           |  |  |                |       |
|  |                | بایرن مونیخ   | ۳             | ۱             | ۴ |                |           |           |           |           |  |  |                |       |
|  | بایرن مونیخ    | بایرن مونیخ   | ۳             | ۱             | ۴ | ۲              | ۴         | ۶         |           |           |  |  |                |       |
|  | بایرن مونیخ    |               |               |               |   | ۲              | ۴         | ۶         |           |           |  |  |                |       |
|  | کایزرسلاوترن   | ۰             | ۰             | ۰             |   |                |           |           |           |           |  |  |                |       |

### یک‌چهارم نهایی
| تیم ۱          | نتیجه‌نهایی | تیم ۲        | بازی رفت | بازی برگشت |
| -------------- | ---------- | ------------ | -------- | ---------- |
| رئال مادرید    | ۱–۳        | دینامو کی‌یف  | ۱–۱      | ۰–۲        |
| منچستر یونایتد | ۳–۱        | اینتر میلان  | ۲–۰      | ۱–۱        |
| یوونتوس        | ۳–۲        | المپیاکوس    | ۲–۱      | ۱–۱        |
| بایرن مونیخ    | ۶–۰        | کایزرسلاوترن | ۲–۰      | ۴–۰        |

### نیمه‌نهایی
| تیم ۱          | نتیجه‌نهایی | تیم ۲       | بازی رفت | بازی برگشت |
| -------------- | ---------- | ----------- | -------- | ---------- |
| منچستر یونایتد | ۴–۳        | یوونتوس     | ۱–۱      | ۳–۲        |
| دینامو کی‌یف    | ۳–۴        | بایرن مونیخ | ۳–۳      | ۰–۱        |

### فینال
| منچستر یونایتد                | ۲–۱   | بایرن مونیخ |
| ----------------------------- | ----- | ----------- |
| شرینگهام ۱+۹۰' · سولسشر ۳+۹۰' | گزارش | باسلر ۶'    |

## قهرمان
| قهرمان لیگ قهرمانان اروپا ٩٩-١٩٩٨ |
| --------------------------------- |
| منچستر یونایتد                    |
| دومین قهرمانی                     |

## برترین گلزنان
آمار شامل دور انتخابی نمی‌شود.
| رتبه | نام             | تیم             | گل |
| ---- | --------------- | --------------- | -- |
| ۱    | آندری شوچنکو    | دینامو کی‌یف     | ۸  |
| ۱    | دوایت یورک      | منچستر یونایتد  | ۸  |
| ۳    | زلاتکو زاهوویچ  | پورتو           | ۷  |
| ۴    | فیلیپو اینزاگی  | یوونتوس         | ۶  |
| ۵    | رود فن نیستلروی | پی‌اس‌وی آیندهوون | ۵  |
| ۵    | نونو گومژ       | بنفیکا          | ۵  |
| ۷    | سانی آندرسون    | بارسلونا        | ۴  |
| ۷    | ماریو باسلر     | بایرن مونیخ     | ۴  |
| ۷    | اندرو کول       | منچستر یونایتد  | ۴  |
| ۷    | اشتفان افنبرگ   | بایرن مونیخ     | ۴  |
| ۷    | رایان گیگز      | منچستر یونایتد  | ۴  |
| ۷    | سینشا جوجیچ     | المپیاکوس       | ۴  |
| ۷    | سرهی ربروف      | دینامو کی‌یف     | ۴  |
| ۷    | یورگن ریشه      | کایزرسلاوترن    | ۴  |
| ۷    | پل اسکولز       | منچستر یونایتد  | ۴  |